# I Love My Bike
I Love My Bike è un singolo del rapper italiano J-Ax, pubblicato il 28 ottobre 2011 come terzo estratto dal quarto album in studio Meglio prima (?).

## Video musicale
Il video, diretto da Gaetano Morbioli, è stato reso disponibile il 26 ottobre 2011 attraverso il canale YouTube del rapper.

## Classifiche
| Classifica (2011) | Posizione massima |
| ----------------- | ----------------- |
| Italia            | 93                |